# MOMENT (SPEED專輯)
《MOMENT》是日本女子樂團SPEED的第1張精選輯。1998年12月16日發行。包含了SPEED之前發行的所有單曲。
精選輯取得了1998年最後一個星期的Oricon週榜冠軍，也是1998年12月月榜冠軍，在Oricon公信榜期間銷量為231.9萬張，是1999年專輯銷量第4位。總銷量為304萬張，獲得日本唱片業協會「3 Million」唱片認證，繼《RISE》之後又一張唱片出貨量突破300萬銷量。是SPEED迄今為止銷量最高的唱片。

## 收錄曲目
1. White Love
2. ALL MY TRUE LOVE
3. STEADY
4. Wake Me Up! （growin' up mix）
5. ALIVE
6. Body & Soul
7. （愛♡♡♡Version）
8. Go! Go! Heaven
9. 熱帶夜
10. Luv Vibration
11. my graduation
12. White Love （Christmas Standard）